# Mounikhion
Pour les articles homonymes, voir Artémision.
Mounikhion, parfois connu sous le nom d'Artemision est le dixième mois (ou onzième quand l'année en comptait 13) du calendrier grec antique en vigueur dans la région d'Athènes, il durait 29 jours compris approximativement entre le 23 mars et le 21 mai de notre calendrier actuel. Il tire son nom du mot grec  (Μουνιχιών / Mounikhiốn) de la fête des Mounikies en l'honneur d'Artémis.